# سالدوس
سالدوس (به آلمانی: Frauenburg) شهرکی در لتونی با جمعیت ۱۲٬۲۲۴ نفر است که در saldus district واقع شده‌است.

## نگارخانه

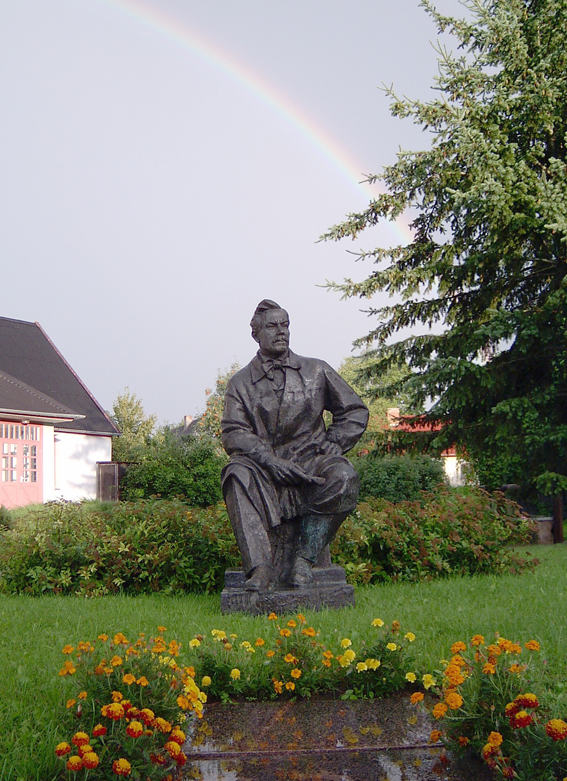
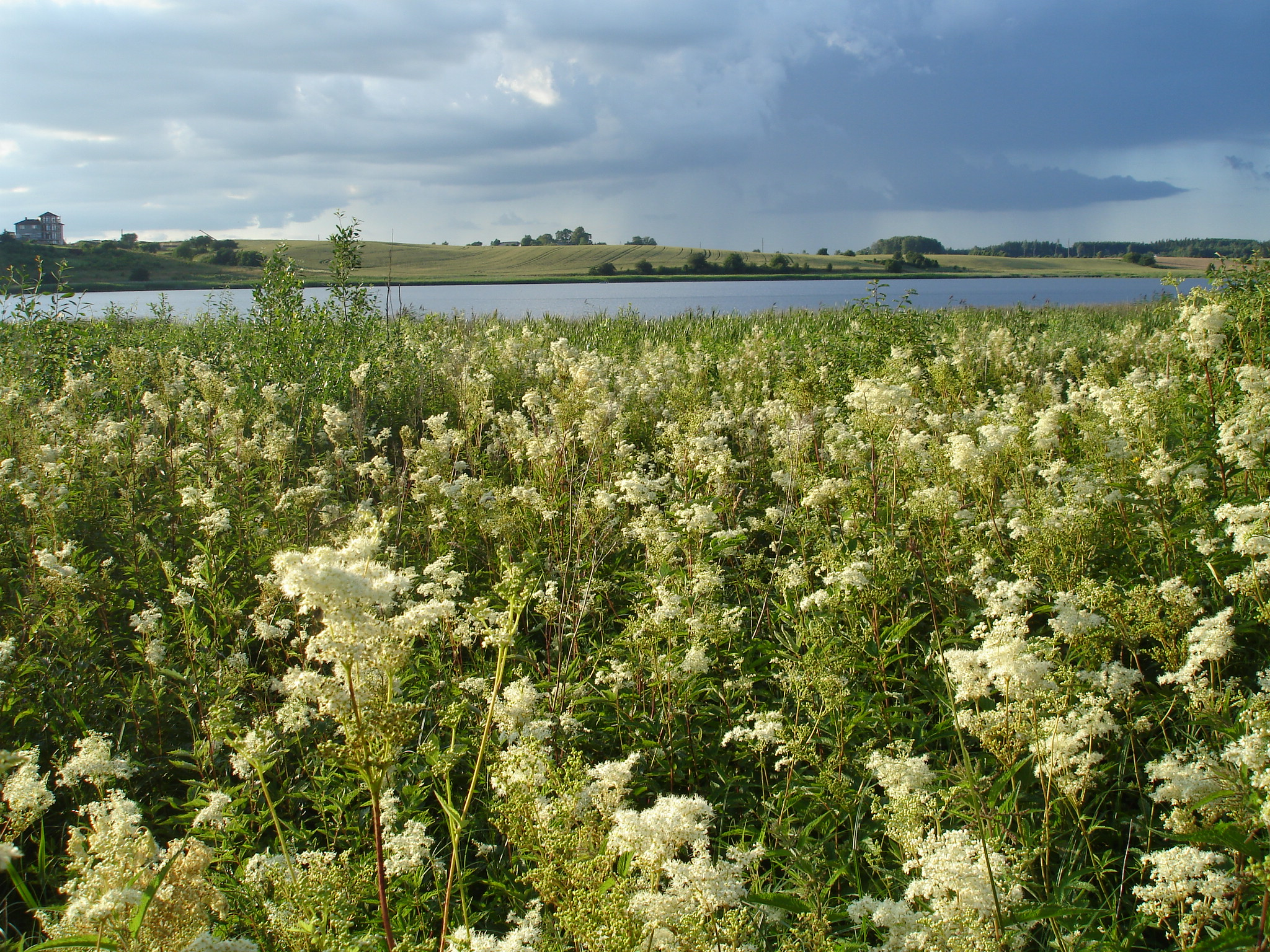
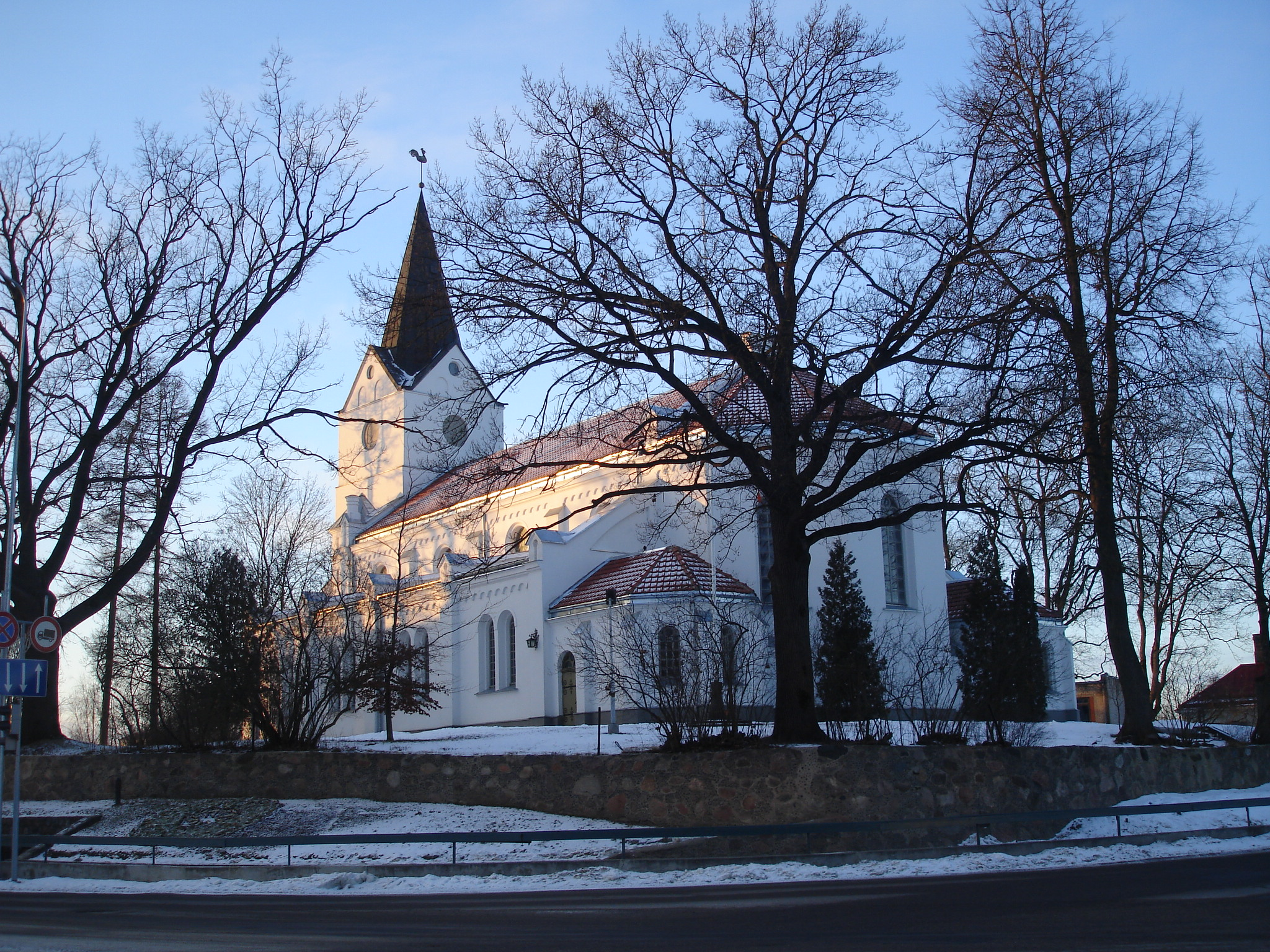